# Knodus borki
Knodus borki Zarske, 2008, è un piccolo pesce d'acqua dolce appartenente alla famiglia Characidae, sottofamiglia Stevardiinae.

## Diffusione e habitat
Questa specie è endemica del Perù, dove vive nelle acque dolci di fiumi, stagni e torrenti della zona di Iquitos.

## Descrizione
Assai simile a Boehlkea fredcochui, che condivide il soprannome di Tetra blu, presenta un corpo snello e allungato, idrodinamico, piuttosto compresso ai fianchi, con piccole pinne triangolari. La livrea presenta un dorso grigio verdastro, ventre argentato e fianchi azzurro vivo con riflessi metallici. Dalla radice della pinna caudale parte una linea scura che giunge al limite della pinna.